# 高林孝行
高林 孝行（たかばやし たかゆき、1967年9月12日 - ）は、元社会人野球選手（内野手、外野手）。東京都千代田区出身。日本石油に所属していた。
父は元プロ野球選手の高林恒夫。

## 来歴・人物
立教高校（現・立教新座高校）では、1984年秋季関東大会県予選準々決勝に進むが、エース原口哲也を擁する熊谷商に完封負け。翌1985年夏の県予選では、同期の平田国久（立大－日本生命）の好投もあり、決勝で石田雅彦のいた川越工を破り、夏の甲子園に出場。1回戦はエース吉田直喜を骨折で欠く佐世保実を降すが、2回戦では東洋大姫路高の豊田次郎に抑えられ大敗を喫する。他の同期に黒須陽一郎がいた。
卒業後は平田、黒須とともに立教大学に進学。東京六大学野球リーグでは1年生から活躍し、1989年秋季リーグではチームを23年・46シーズンぶりの優勝に導いた。同年の明治神宮野球大会では準優勝。リーグ通算98試合出場、372打数101安打、打率.272、7本塁打、36打点。ベストナイン（二塁手）1回。長嶋一茂は高校・大学の2学年先輩に当たる。
プロ野球のスカウトも注目する好素材だったが、卒業後は日本石油に入社し、チームの中心選手として活躍。1991年の社会人野球日本選手権では、エース鈴木健を擁し、決勝で大阪ガスとの接戦を制し優勝を飾る。 1992年からは4年連続で社会人ベストナイン（外野手）に選出された。1993年の都市対抗は、決勝で日本通運を延長11回の熱戦の末に降し優勝。1995年の都市対抗でも、決勝でNKKに延長10回サヨナラ勝ち。エース高橋憲幸の好投を支え、8回目の優勝に貢献した。
国際大会では、1993年のアジア野球選手権大会、1994年のアマチュア野球世界選手権、アジア大会、1995年のインターコンチネンタルカップの日本代表に選出される。 1996年アトランタオリンピックでは、野球日本代表として銀メダルの獲得に貢献した。1997年のインターコンチネンタルカップでも全日本のキャプテンとして国際大会100連勝中のキューバを破って日本の優勝に貢献。
1997年限りで現役を引退、同時に会社も退社した。その後は家業の神田神保町の古書店「東陽堂書店」を継ぎ父の恒夫ともども店の経営に当たっていたが、2009年に父が他界している。2011年1月より古書店経営の傍ら、母校・立教新座高校野球部監督に就任。2012年退任。
2019年7月6日、社会人野球での実績が評価され、日本野球連盟が制定した「社会人野球 平成ベストナイン」に選出された。2023年より神田古書店連盟の会長をしている。

## 日本代表キャリア
- アトランタ五輪日本代表（1996年）

## 主な表彰・タイトル
- 社会人ベストナイン4回（1992年 - 1995年）

## 関連書籍
- 『不惑 桑田・清原と戦った男たち』（矢崎良一著、ぴあ、ISBN 978-4835616926）

不惑の年（40歳）を迎えたKKコンビと同学年の9人（うちプロ経験者8名）に、KKコンビに関する取材をしたノンフィクション。第五章が高林自身の章で、高林自身の球歴と現役引退後について、自身から詳細に語られる。